# Skagerak Arena
Le Skagerak Arena est un stade situé à Skien, Norvège, inauguré en 1923.
Il est le stade résident du club de football du ODD, équipe évoluant en première division norvégienne.

## Histoire
Ouvert en 1923, le stade est entièrement rénové de 2006 à 2008 et voit sa capacité passer de 8 000 places à 13 500 places.
Connu sous le nom d'Odd Stadion jusqu'en 2006, il est renommé en Skagerak Arena à la suite de la vente des droits du nom du stade à la compagnie norvégienne d'électricité et sponsor de l'équipe depuis 1995, la société Skagerak Energi (en), pour financer les rénovations.
Le terrain est tourné de 90° afin de libérer de l'espace et comme il est de plus en plus courant en Norvège, la pelouse est artificielle. Seule l'ancienne tribune officielle a été conservé lors des rénovations.

## Galerie

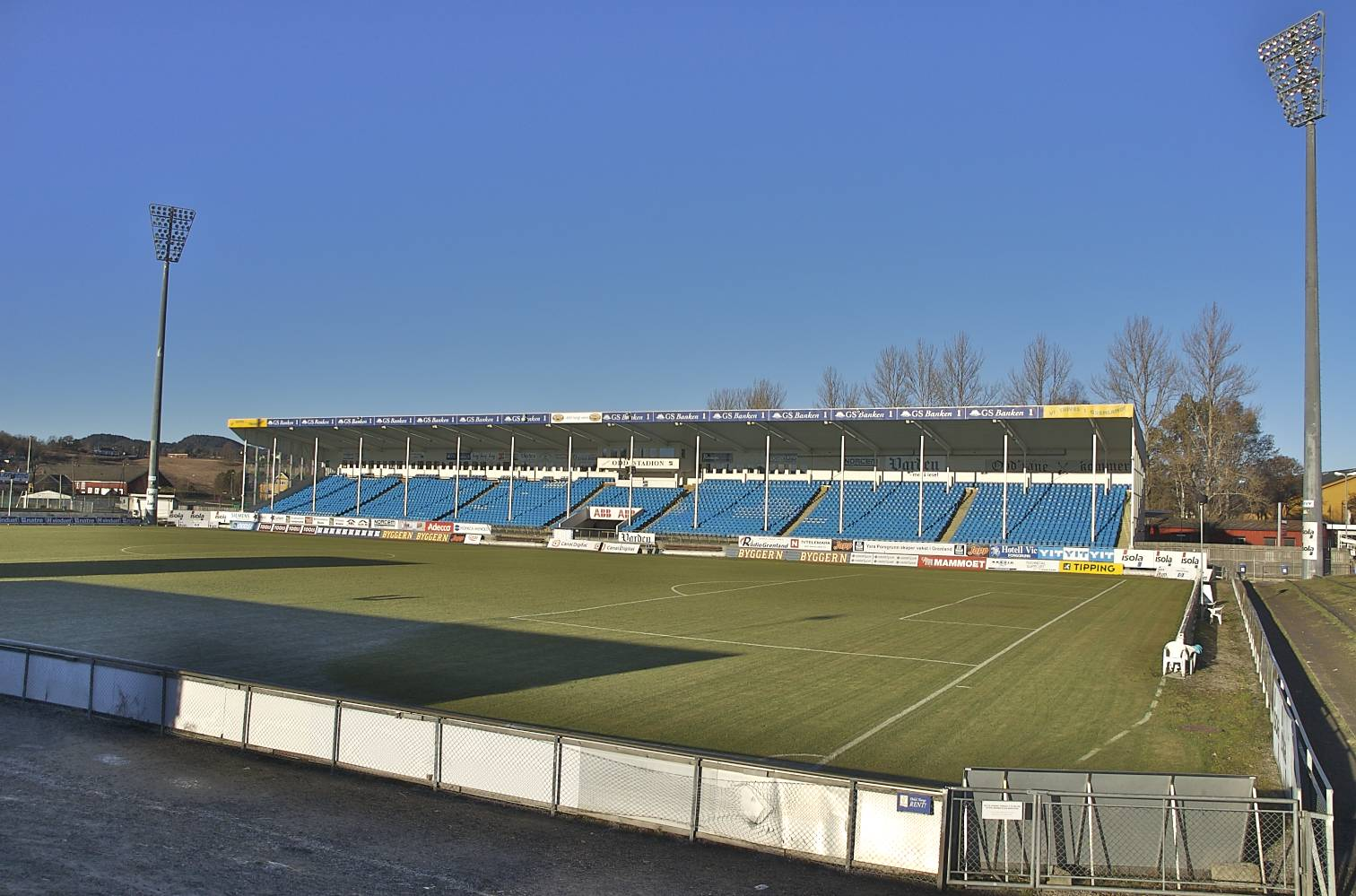
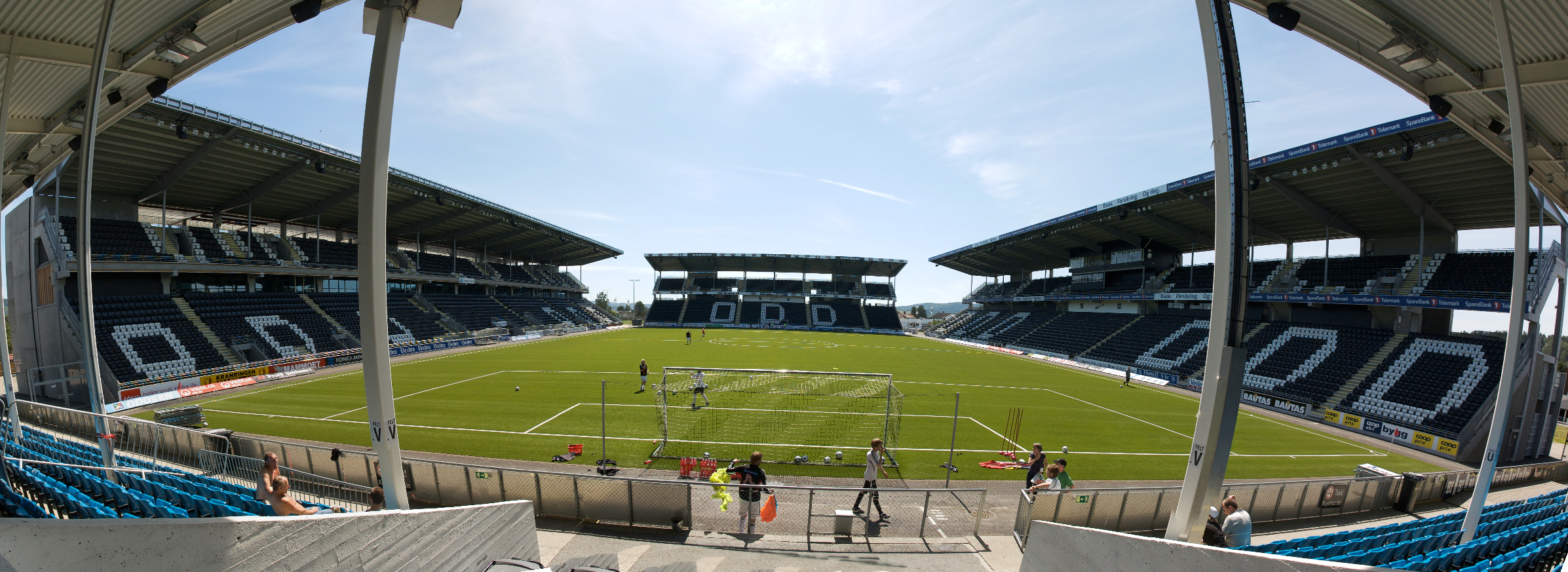